# (15152) 2000 FJ5
(15152) 2000 FJ5 est un astéroïde de la ceinture principale d'astéroïdes découvert en 2000.

## Description
(15152) 2000 FJ5 a été découvert le 29 mars 2000 à l'observatoire astronomique d'Ōizumi, situé à Ōizumi, dans la préfecture de Gunma, au Japon, par Takao Kobayashi.

### Caractéristiques orbitales
L'orbite de cet astéroïde est caractérisée par un demi-grand axe de 2,74 UA, un périhélie de 1,94 UA, une excentricité de 0,29 et une inclinaison de 11,01° par rapport à l'écliptique. Du fait de ces caractéristiques, à savoir un demi-grand axe compris entre 2 et 3,2 UA et un périhélie supérieur à 1,666 UA, il est classé, selon la JPL Small-Body Database, comme objet de la ceinture principale d'astéroïdes.

### Caractéristiques physiques
(15152) 2000 FJ5 a une magnitude absolue (H) de 13,8 et un albédo estimé à 0,238.